# Dreizehn Leben
Dreizehn Leben (Originaltitel Thirteen Lives) ist ein britisches Filmdrama von Ron Howard, das Ende Juli 2022 in ausgewählte US-Kinos kam und am 5. August 2022 in das Programm von Prime Video aufgenommen wurde. Der Film erzählt von der Rettungsaktion in der Tham Luang im Sommer 2018.

## Handlung
Als die „Wildschweine“ genannte Fußballmannschaft mit ihrem Trainer bei einer Wanderung während der Monsunzeit einen Abstecher in die Höhle Tham Luang machen, werden sie dort vom Wasser überrascht, verursacht durch einen starken Regen. Als das Team nicht zu einer Feierlichkeit erscheint, befürchten die Eltern das Schlimmste. Die Jungs und der Trainer sind in dem Tunnelsystem gefangen und ihnen droht der Sauerstoff auszugehen, sollten sie nicht bald gerettet werden.

## Hintergrund
Die Tham Luang ist ein Höhlensystem in der Bergkette des Doi-Nang-Non-Gebirges und liegt im etwa 8 km² großen Waldschutzgebiet des Waldparks Tham Luang – Khun Nam Nang Non in der Provinz Chiang Rai, etwa 60 km von der Provinzhauptstadt entfernt, an der Grenze zu Myanmar. Sie wurde auf einer Länge von rund 10 Kilometern vermessen, besitzt aber noch weitere bisher unerforschte Fortsetzungen.

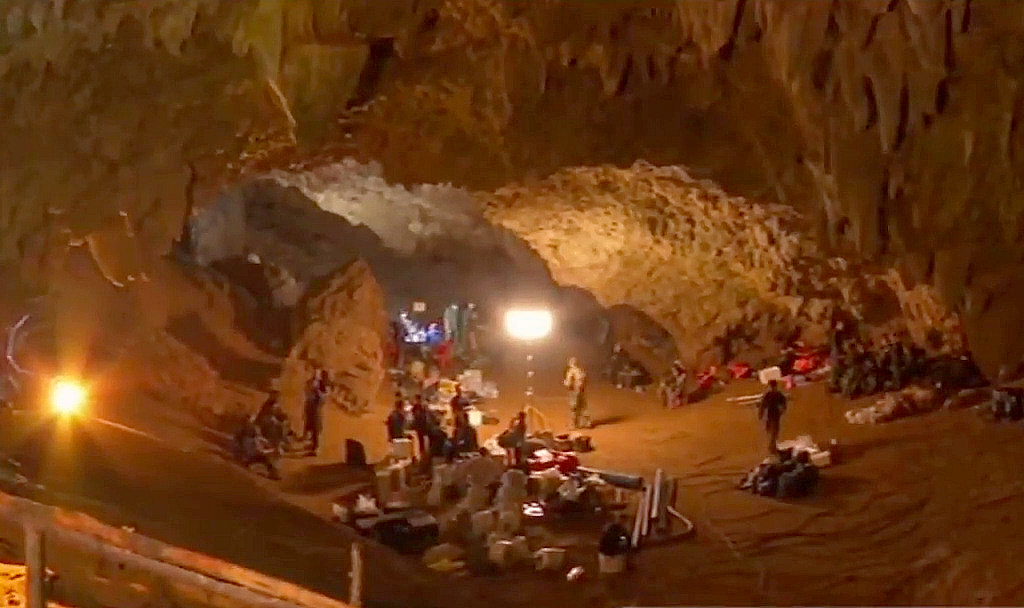
Vorbereitung der Rettungsaktion am 27. Juni 2018

Als am 23. Juni 2018 zwölf Jungen der Jugendfußballmannschaft Moo Pah („Wildschweine“) gemeinsam mit ihrem Trainer nach einem Fußballtraining einen Fahrradausflug zur Tham Luang unternahmen, wurden sie während des Aufenthalts in der Höhle von heftigen Regenfällen überrascht. Da Teile des Rückwegs aus der Höhle überflutet wurden, konnten sie nicht aus eigener Kraft wieder hinausgelangen. Bei einer eingeleiteten Suchaktion fanden Polizisten Ausrüstungsgegenstände der Fußballmannschaft wie Fahrräder und Fußballschuhe im Eingangsbereich der Höhle, woraufhin thailändische Militärtaucher begannen, die Höhle abzusuchen. Am 26. Juni baten die thailändischen Behörden offiziell um Unterstützung bei der britischen Höhlenrettungs-Organisation British Cave Rescue Council. Hierauf flogen die britischen Höhlentauch-Spezialisten Richard Stanton und John Volanthen sowie der britische Höhlenforscher Robert Harper noch am selben Tag nach Thailand. Zudem wurde die Suchmannschaft von 30 Soldaten des United States Pacific Command verstärkt. Mit vereinten Kräften konnte die Gruppe, die sich etwa 400 Meter hinter dem Pattaya Beach genannten Höhlenabschnitt befand, schließlich aus der Höhle gebracht werden.

## Produktion
Dreizehn Leben ist nach The Cave von 2019, 13 Lost: The Untold Story of The Thai Cave Rescue von 2020 und The Rescue von 2021 bereits der vierte Film, der die Rettungsaktion in der Tham Luang thematisiert.
Regie führte Ron Howard. Das Drehbuch schrieb William Nicholson, der bereits mehrere auf wahren Begebenheiten beruhende Geschichten adaptierte, so für Angelina Jolies Kriegsdrama Unbroken, und für seine Arbeit am Drehbuch für Gladiator für einen Oscar nominiert war.
Der irische Schauspieler Colin Farrell übernahm eine der Hauptrollen und spielt den Höhlentaucher John Volanthen. In einer weiteren Hauptrolle ist Joel Edgerton als der australische Anästhesist Richard Harris zu sehen. Viggo Mortensen spielt den britischen Taucher Richard Stanton, Sahajak Boonthanakit den Gouverneur Narongsak Osottanakorn. Weitere Rollen wurden mit Weir Sukollawat, Thiraphat Sajakul, Vithaya Pansringarm, Teeradon Supapunpinyo, Nophand Boonyai, Tom Bateman, Paul Gleeson und Lewis Fitz-Gerald besetzt.
Die Dreharbeiten wurden Ende März 2021 in Australien begonnen und fanden an der Gold Coast, im Springbrook National Park und in den Village Roadshow Studios in Queensland statt. Als Kameramann fungierte der Thailänder Sayombhu Mukdeeprom.
Die Filmmusik komponierte Benjamin Wallfisch. Das Soundtrack-Album mit 15 Musikstücken wurde am 5. August 2022 als Download veröffentlicht.
Die Filmveröffentlichung erfolgte am 5. August 2022 auf Prime Video.

## Rezeption

### Kritiken
Von den bei Rotten Tomatoes aufgeführten Kritiken sind 86 Prozent positiv bei einer durchschnittlichen Bewertung mit 7,3 von 10 möglichen Punkten. Auf Metacritic erhielt der Film einen Metascore von 66 von 100 möglichen Punkten.

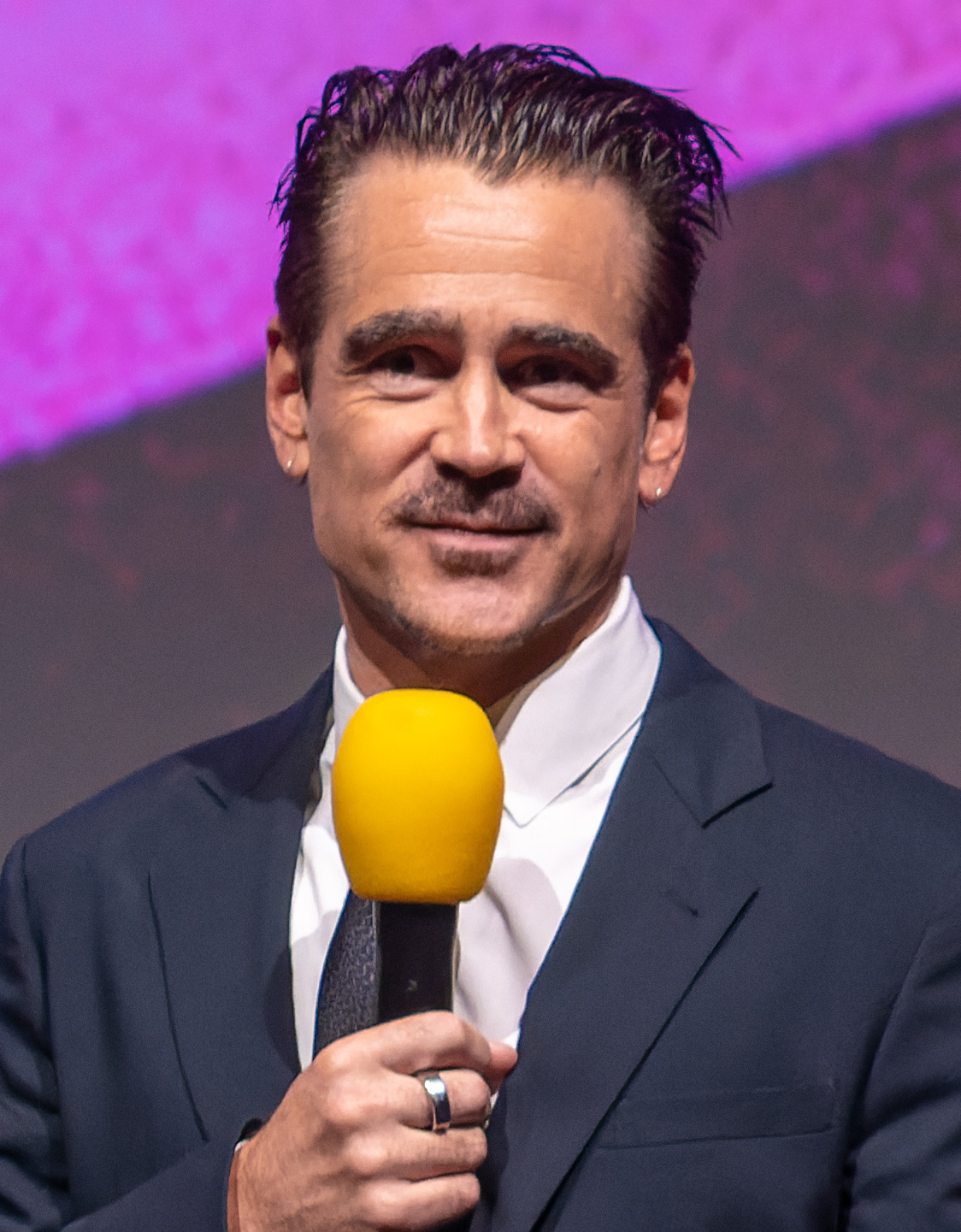
Colin Farrell spielt den Höhlentaucher John Volanthen

Karsten Munt vom Filmdienst schreibt in seiner Kritik, stets entlang der tödlichen Ungewissheiten und an den immer greifbaren politischen und ethischen Abgründen ausgerichtet, zeichne der Film einen gleichermaßen aus Verzweiflung, Wahnwitz und Professionalität geborenen Weg zur Rettung. Viggo Mortensen und Colin Farrell seien die alten Männer, denen niemand eine derartige Rettung zutraut, aber Dreizehn Leben wehre sich beharrlich gegen die in dieser Perspektive deutlich sichtbaren „White-Savior“-Untertöne und besuche dazu wieder und wieder das Geschehen abseits der Höhle, so Munt.
Tobias Kniebe von der Süddeutschen Zeitung erklärt, wenn bei solchen realen Geschichten das Label Hollywood ins Spiel komme, vermute man erst mal nichts Gutes, doch der Film tue sein Bestes, es wenigstens zu versuchen. Die Hauptdarsteller hätten die Leinwand mit sehr vielen Akteuren teilen müssen, denn alle, die wichtig waren, sollten vorkommen, von den Jungs, ihren Eltern und ihrem Trainer über den Gouverneur, den thailändischen Marinetauchern bis hin zu den Bauern, die freiwillig der Überflutung ihrer Felder und dem Verlust ihrer Ernte zugestimmt haben. Dies sei es am Ende, was das erstaunlich faktentreue Drehbuch von William Nicholson versuche, so Kniebe: „die unterschiedlichsten Perspektiven zusammenzubringen, die verschiedensten Teams und ihre Arbeit zu würdigen.“ Der Triumph über die Naturgewalt einer Monsunflut werde im Film zum großen Zusammenrücken und In-die-Hände-spucken, über Nationalitäten, Zuständigkeiten und Dienstgrade hinweg, und die Vielfalt der einzelnen Schicksalsfäden, die sich dabei verknüpfen und verweben, werde zur dramaturgischen Herausforderung. Zwar habe der Film Überlänge und wirke doch teilweise fast atemlos, dennoch füge sich alles zu einem gelungenen Drama, was sehr für das klassische Erzählhandwerk seiner Macher spreche.

### Auszeichnungen
Black Reel Awards 2023
- Nominierung für den Besten Filmschnitt (James Wilcox)[12]

London Critics’ Circle Film Awards 2023
- Nominierung als Bester britischer Darsteller (Colin Farrell, auch für After Yang, The Banshees of Inisherin & The Batman)[13]

VES Awards 2023
- Auszeichnung für die Besten unterstützenden visuellen Effekte in einem fotorealistischen Spielfilm[14]

## Synchronisation
Die deutsche Synchronisation entstand nach einem Dialogbuch von Alexander Löwe und der Dialogregie von Norman Matt im Auftrag der FFS Film- & Fernseh-Synchron GmbH, Berlin.
| Rolle               | Darsteller           | Synchronsprecher     |
| ------------------- | -------------------- | -------------------- |
| Richard Stanton     | Viggo Mortensen      | Jacques Breuer       |
| John Volanthen      | Colin Farrell        | Florian Halm         |
| Dr. Richard Harris  | Joel Edgerton        | Martin Kautz         |
| Chris Jewell        | Tom Bateman          | Tim Knauer           |
| Commander Kiet      | Thira Chutikul       | Kaze Uzumaki         |
| Connor Roe          | Christopher Story    | Dennis Herrmann      |
| Governor Narongsak  | Sahajak Boonthanakit | Armin Schlagwein     |
| Jason Mallinson     | Paul Gleeson         | Frank Röth           |
| Vern Unsworth       | Lewis Fitz-Gerald    | Hanns-Jörg Krumpholz |
| Captain Olivia Taft | Zahra Newman         | Magdalena Helmig     |
| Chris Jewell        | Tom Bateman          | Tim Knauer           |
| Major Hodges        | Josh Helman          | Timo Weisschnur      |